# Jimmy Bruno
Jimmy Bruno (Philadelphia, 1953. július 22. –) amerikai dzsesszgitáros.

## Pályafutása
Jimmy Bruno Philadelphiában született. Hétévesen kezdett gitározni. Profi karrierje tizenkilenc éves korában kezdődött, amikor Buddy Rich társaságában turnézott. Éveken át játszott Los Angelesben, aztán visszatért Philadelphiába.
Johnny Smith, Hank Garland, Joe Pass, Tal Farlow, Wes Montgomery, Howard Roberts, Jim Hall és Pat Martino is hatással voltak rá.
2011 márciusában megnyitotta a Jimmy Bruno's Guitar Workshop webhelyet, amely lehetővé teszi a diákok számára, hogy videóelőadások segítségével tanuljanak tőle. A tanuló megnézheti és a Bruno tanításáról készült videókat, rögzítheti is azokat, majd elküldheti neki bírálat céljára.

## Albumok
- Sleight of Hand (1992)
- Burnin (1994)
- Concord Jazz Guitar Collective (1995  & Howard Alden, Frank Vignola)
- Like That (1996 & Joey DeFrancesco)
- Live at Birdland One (1997)
- Live at Birdland Two (1999)
- Polarity (2000  & Joe Beck)
- Two for the Road (2000 & John Leitham, Jennifer Leitham)
- Heading North (2001  & Jack Wilkins)
- Solo (2004)
- Maplewood Avenue (2007)